# سنت آلبانز، ویکتوریا
سنت آلبانز (به انگلیسی: St Albans) یک منطقهٔ مسکونی در استرالیا است که در City of Brimbank واقع شده‌است.